# Hold-up (film, 2010)
Pour les articles homonymes, voir Hold-up (homonymie).
Pour plus de détails, voir Fiche technique et Distribution.
Hold-up (Nokas) est un film de casse norvégien réalisée par Erik Skjoldbjærg et sortie le 1er octobre 2010 en Norvège. Ce film est inspiré du braquage de NOKAS le 5 avril 2004 à Stavanger en Norvège.

## Synopsis
Dans le début de matinée du 5 avril 2004, en Norvège la ville de Stavanger va voir se dérouler  braquage le plus spectaculaire de l’histoire du banditisme de  la Norvège. L'organisation a bloqué le commissariat de police afin de retarder l'intervention des forces de l'ordre.
11 hommes avec un arsenal d’armes de guerre dérobent 51 millions dont 14 millions ont été retrouvés et 37 millions ne l’ont jamais été.

## Fiche technique
- Musique : Geir Jenssen